# قینرجه علیا
قینرجه علیا یکی از روستاهای استان آذربایجان شرقی است که در دهستان چاراویماق جنوب شرقی بخش شادیان شهرستان چاراویماق واقع شده‌است.این روستا ۶۹ نفر جمعیت دارد.